# Lamellidoris muricata
Lamellidoris muricata är en snäckart som först beskrevs av Cornelius Herman Muller 1776.  Lamellidoris muricata ingår i släktet Lamellidoris och familjen Onchidorididae. Inga underarter finns listade i Catalogue of Life.